# Двоголовий м'яз плеча

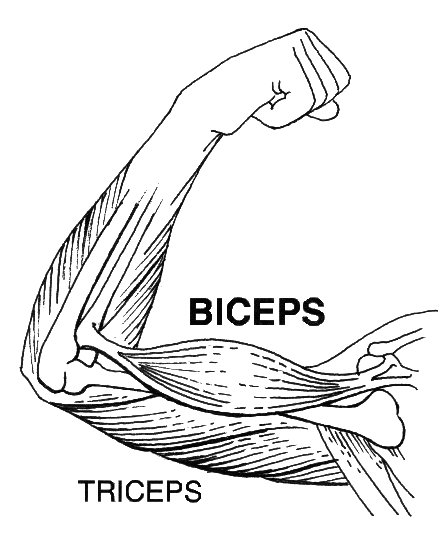

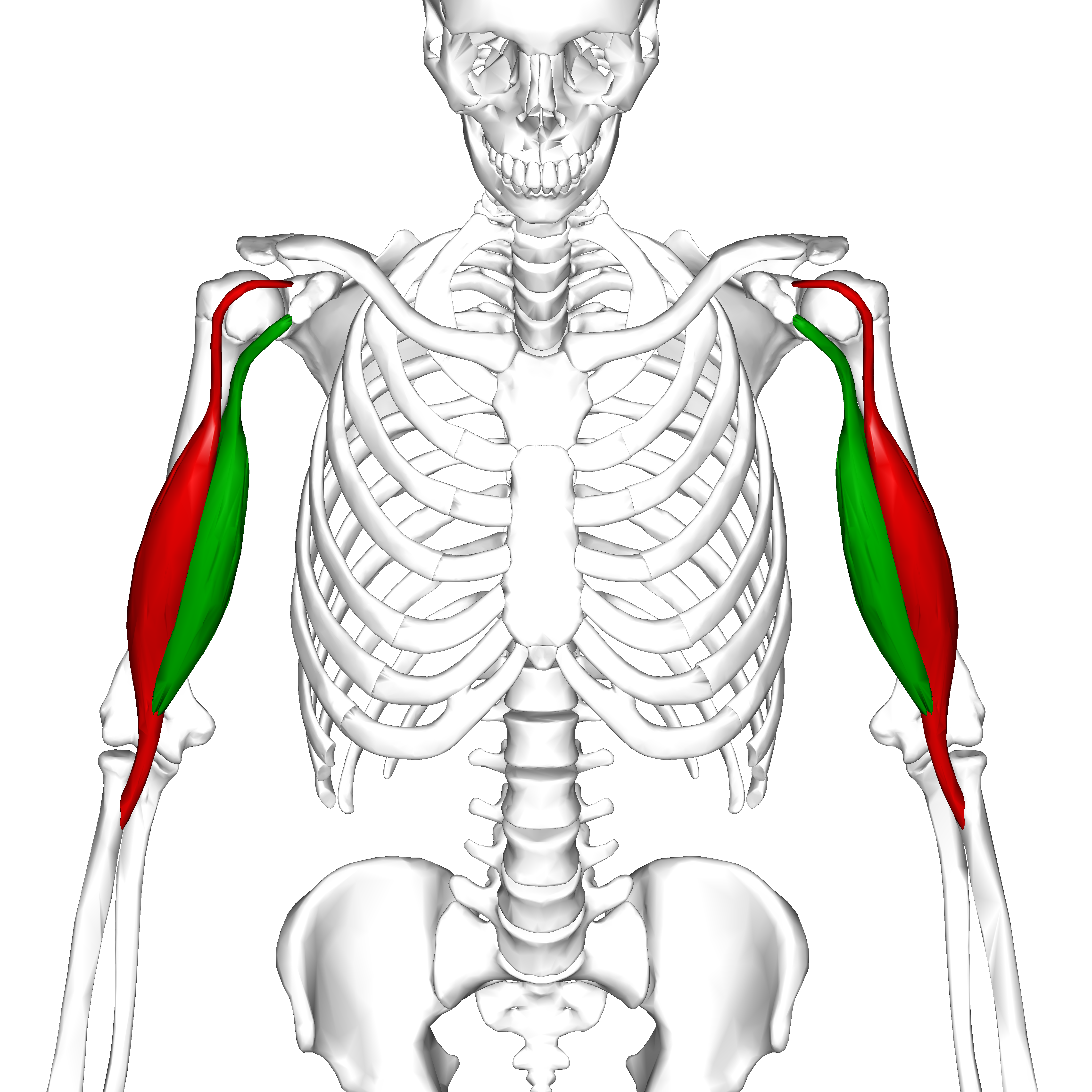
Довга головка (caput longum) позначена червоним, коротка (caput breve) — зеленим

Двоголовий м'яз плеча або бі́цепс (лат. musculus biceps brachii) — великий м'яз плеча, добре помітний під шкірою. Функціональне призначення — згинання плеча та передпліччя, розгинання забезпечує трицепс.
Проксимальна частина складається з двох головок — довгої (лат. caput longum) і короткої (лат. caput breve). Довга головка починається від надсуглобного горбка лопатки (лат. tuberculum supraglenoidale) довгим сухожиллям, яке проходячи через порожнину плечового суглоба, лягає в борозна (лат. sulcus intertubercularis) плечової кістки, оточену синовіальною піхвою лат. vagina synovialis intertubercularis, коротка головка починається від відростка лопатки, обидві головки з'єднуються, утворюючи черевце, яке закінчується сухожиллям, що прикріплюється до горбистості променевої кістки (лат. tuberositas radii). Від сухожилля медіально відходить плоский пучок (лат. aponeurosis musculus biceps brachii), який вплітається в фасцію передпліччя.